# Киевская зона ПВО
Киевская зона ПВО — оперативное объединение войск ПВО СССР накануне и во время Великой Отечественной войны осуществлявшее оборону войск и важных административно-политических и промышленных центров, расположенных в границах Киевского особого военного округа.

## История формирования и боевой путь
Киевская зона ПВО была образована приказом НКО от 14 февраля 1941 года. В июне 1941 года зоной командовал генерал-майор Данилов А. И., начальником штаба был полковник Банных В. И.
Состав:
- 3-я дивизия ПВО (Киев),
- 4-я дивизия ПВО (Львов),
- 11-я бригада ПВО (Дрогобыч),
- Тернопольский бригадный район ПВО,
- Станиславский бригадный район ПВО,
- Ровенский бригадный район ПВО,
- Винницкий бригадный район ПВО,
- Житомирский бригадный район ПВО.

В августе 1941 года управление Киевской зоной ПВО было расформировано, а соединения и части подчинены непосредственно командованию Юго-Западного фронта.

## Командующий
- генерал-майор Данилов Алексей Ильич

## Штаб
- город Киев[3]

## Период нахождения в действующей армии
Киевская зона ПВО в действующей армии находилась:
- с 22 июня по 30 июля 1941 года.